# Granbelm
Granbelm (グランベルム?, Guranberumu) è una serie televisiva anime prodotta dallo studio d'animazione Nexus e trasmessa dal 5 luglio 2019 nel contenitore Animeism di MBS.

## Trama
In un lontano passato, il mondo è stato ricco di magia, fino a quando maghi e streghe iniziarono ad usarla per combattersi l'uno contro l'altro; ciò ha portato il mondo sull'orlo della distruzione. Per impedirlo, un gruppo di maghi sigillò tutta la magia del mondo in una dimensione alternativa. Da quel momento, l'esistenza della magia è stata gradualmente dimenticata dagli umani e i maghi sono gradualmente scomparsi, con solamente un ridotto numero di famiglie magiche rimaste in tutto il mondo.
Nell'epoca contemporanea, tuttavia, la magia sta divenendo oggetto di una riscoperta da parte dei discendenti di tali maghi grazie al Granbelm, un torneo coinvolgente ragazze magiche che si scontrano tra di loro a nome della propria famiglia per ottenere il titolo di "grande maga", ovvero colei che potrà controllare la magia rimasta sigillata. Per combattere, pilotano dei robot giganti chiamati Armanox e funzionanti grazie a loro potere magico dell'immaginazione. La vita ordinaria di una studentessa, Mangetsu Kohinata, viene sconvolta per sempre quando scopre di essere una maga e guadagna un proprio Armanox, il White Lily. Partecipando al Granbelm, Mangetsu incontra altre ragazze partecipanti alla competizione per soddisfare i propri desideri.

## Personaggi
Mangetsu Kohinata (小日向 満月?, Kohinata Mangetsu)
Doppiata da: Miyuri Shimabukuro

Mangetsu e Shingetsu nella sigla d'apertura dell'anime

Shingetsu Ernesta Fukami (新月エルネスタ深海?, Shingetsu Erunesuta Fukami)
Doppiata da: Atsumi Tanezaki
Anna Fugo (アンナ・フーゴ?, Anna Fūgo)
Doppiata da: Yōko Hikasa
Nene Rin (林 寧々?, Rin Nene)
Doppiata da: Yurika Kubo
Suishō Hakamada (袴田 水晶?, Hakamada Suishō)
Doppiata da: Aoi Yūki
Rosa (ロサ?, Rosa)
Doppiata da: Chinatsu Akasaki
Kibō Kohinata (小日向 希望?, Kohinata Kibō)
Doppiata da: Hikaru Akao
Kuon Tsuchimikado (土御門 九音?, Tsuchimikado Kuon)
Doppiata da: Manaka Iwami
Nana Rin (林 菜々?, Rin Nana)
Doppiata da: Juri Kimura
Mimi Rin (林 美々?, Rin Mimi)
Doppiata da: Nozomi Kasuga
Claire Fugo (クレア・フーゴ?, Claire Fūgo)
Doppiata da Marika Kōno
Sasha (サーシャ?, Sasha)
Doppiata da: Yumi Uchiyama
Shisui Tsuchimikado (土御門 四翠?, Tsuchimikado Shisui)
Doppiata da: Yukari Tamura

## Produzione e trasmissione
La produzione dell'anime è stata resa nota dallo studio Nexus il 1º marzo 2019. La serie è diretta da Masaharu Watanabe, con la composizione serie curata da Jukki Hanada, il design dei personaggi delineato da Shin'ichirō Ōtsuka e le musiche composte da Ken'ichirō Suehiro. Infinite ha invece prodotto l'anime. Viene trasmesso dal 5 luglio 2019 all'interno del contenitore Animeism su MBS, TBS e BS-TBS. Eir Aoi ha interpretato la sigla di apertura Tsuki o ou mayonaka (月を追う真夜中? lett. "Seguendo la luna nel mezzo della notte"), mentre Uru è l'interprete di quella di chiusura Negai (願い? lett. "Desiderio"). L'anime è stato pubblicato in simulcast sulla piattaforma streaming Crunchyroll al di fuori dell'Asia anche coi sottotitoli in italiano.

## Episodi
| Nº | Titolo italiano Giapponese 「Kanji」 - Rōmaji                                                                       | In onda           | In onda |
| Nº | Titolo italiano Giapponese 「Kanji」 - Rōmaji                                                                       | Giapponese        |         |
| 1  | L'unica maga del mondo 「世界で唯一の魔術師」 - Sekai de yuītsu no majutsushi                                       | 5 luglio 2019     |         |
| 2  | Affinché possa restare qui 「私がここにいるために」 - Watashi ga koko ni iru tame ni                                | 12 luglio 2019    |         |
| 3  | Una campana che suona alla luna piena 「満月に鐘は鳴る」 - Mangetsu ni kane wa naru                                 | 19 luglio 2019    |         |
| 4  | Lin Fen Fen, maestra di Feng Shui 「風水師リンフェンフェン」 - Fūsuishi rinfenfen                                   | 26 luglio 2019    |         |
| 5  | Il piccolo desiderio di una piccola ragazza 「小さな少女の小さな願い」 - Chīsana shōjo no chīsana negai             | 2 agosto 2019     |         |
| 6  | Pietre magiche 「魔石」 - Maseki                                                                                    | 9 agosto 2019     |         |
| 7  | Miss Risentimento 「ミス・ルサンチマン」 - Miss・Ressentiment                                                       | 16 agosto 2019    |         |
| 8  | Cosa significa diventare una maga 「魔術師になるということ」 - Majutsushi ni naru toiu koto                         | 23 agosto 2019    |         |
| 9  | Il Nocturne cambia colore 「ノクターン、染め上げて」 - Nocturne, Someagete                                          | 30 agosto 2019    |         |
| 10 | Bambola pensierosa 「もの思う人形」 - Mono omō ningyō                                                               | 6 settembre 2019  |         |
| 11 | Anche se il mio addio non dovesse raggiungerti 「たとえさよならが届かなくても」 - Tatoe sayonara ga todokanakute mo | 13 settembre 2019 |         |
| 12 | Magiaconatus 「マギアコナトス」 - Magiakonatosu                                                                     | 20 settembre 2019 |         |
| 13 | Per le uniche due al mondo 「世界で唯一のふたりのために」 - Sekai de yuītsu no futari no tame ni                    | 26 settembre 2019 |         |